# Illes Anglonormandes
Les illes Anglonormandes o illes del Canal (en anglès, Channel Islands; i en francès, Îles Anglo-normandes) són un grup d'illes del canal de la Mànega situades a l'oest de la península de Cotentin. Pertanyen a la Corona Britànica, si bé no formen part del Regne Unit (ni de la Unió Europea).Administrativament estan separades en dues batllies (bailiwicks): Jersey i Guernsey.
La seva superfície total és d'uns 195 km², en la qual viuen uns 150.000 habitants, repartits en les illes de:
- Jersey
- Guernsey (Guernesey, en francès)
- Alderney (Aurigny, en francès)
- Sark (Sercq, en francès)
- Jethou
- Herm
- Brecqhou
- Lihou

## Orografia
Les illes estan fetes de roques granítiques i de gneis. Tot l'arxipèlag conforma una perllongació de la península de Cherbourg, a la Normandia, amb poques alçàries importants, però que són molt rocalloses i accidentades. El relleu és pla, però de caràcter abrupte. Hi ha alguns rierols d'aigua dolça, moltes petites badies i d'altres accidents geogràfics.

## Història
Les illes van ser ocupades pels celtes que fugien de la Invasió anglosaxona de la Gran Bretanya, i van ser conquerides per Guillem I de Normandia, que les incorporà al ducat de Normandia el 933. El 1066 el duc Guillem el Conqueridor envaí Anglaterra i en va esdevenir el monarca. Posteriorment, el 1204, la pèrdua d'altres possessions continentals deixà les illes com l'únic reducte del que fou la Normandia originària de la monarquia anglesa (amb posteriors canvis de dinastia).
Durant la Segona Guerra Mundial, les illes foren l'única porció de sòl britànic ocupat per Alemanya.

## Cultura
Tradicionalment la cultura dels habitants de l'illa havia estat normanda, això és, els seus habitants parlaven el dialecte normand de la llengua d'Oïl. A partir del segle xix, una major facilitat de transport amb la Gran Bretanya hi propicià l'assentament d'anglesos, que unit a més comunicacions acabaren per anglicitzar les illes. Actualment, el normand ja està completament extingit a l'illa d'Alderney i a la resta el seu nombre de parlants no arriba al 10%, majoritàriament d'edat avançada. Amb tot, el francès hi segueix sent una llengua (cerimonialment) oficial.

## Economia
El turisme és la principal font d'ingressos de les illes més petites (unit en menor part a l'agricultura). Jersey i Guernsey, per la seva banda, han basat la seva economia des dels anys 60 en els serveis financers, si bé Guernsey ha mantingut una certa agricultura (hivernacles, horticultura) i indústria lleugera.
Cada una de les batllies emet els seus propis bitllets i monedes, si bé les divises del Regne Unit emeses pel Banc d'Anglaterra i d'Escòcia també hi són admeses.